# Liste der Bischöfe von Saint-Flour
Die folgenden Personen waren Bischöfe von Saint-Flour (Frankreich):
- Raymond I. de Mostuéjouls OSB 1317–1319 (dann Bischof von Saint-Papoul)
- Henri de Fautrières OSBClun 1319–1321
- Archambaud OSB 1321–1347
- Dieudonné de Canillac OSB 1347–1361 (dann Bischof von Maguelonne)
- Pierre d’Estaing OSB 1361–1367 (dann Bischof von Bourges)
- Pierre de Rausse (Rensin) 1368–1374
- Pons (Poncet) de Rochefort 1374–1383
- Pierre de Vissac 1383–1396 (dann Bischof von Lavaur)
- Hugues de Manhac OSB 1396–1404 (dann Bischof von Limoges)
- Gérard du Puy 1404–1413 (dann Bischof von Mende)
- Bertrand de Codoène OSB 1413–1426 (dann Bischof von Uzès)
- Jacques Le Loup de Beauvoir OSB 1426–1451
- Pierre de Léotoing-Mongton 1451–1461
- Antoine de Léotoing-Mongton OSB 1461–1482
- Claude de Doyat 1482–1483 (Elekt)
- Charles de Joyeuse 1483–1500
- Louis de Joyeuse 1500–1540
- Balthazar-Hércule de Jarente 1543–1548 (dann Erzbischof von Embrun)
- Antoine de Lévis-Chateaumorand 1548–1565 (Haus Lévis)
- Jean Paul de Selve 1567–1569
- Pierre Prosper de La Baume 1573–1595
- Raymond de Rouchon 1599–1602
- Charles de Noailles 1609–1647 (dann Bischof von Rodez)
- Jacques de Montrouge 1647–1664
- Jérôme de La Mothe-Houdancourt 1664–1693
- Joachim-Joseph d’Estaing 1693–1742
- Paul de Ribeyre 1742–1776
- Jean-Marie-Anne de Bonteville 1776–1779 (dann Bischof von Grenoble)
- Claude Marie de Ruffo 1779–1801
- Jean-Eléonore Montanier de Belmont 1802–1808
- Jean-Francis de Mallian 1819 (Elekt)
- Paul-Thérèse-David d’Astros 1819–1820 (dann Bischof von Bayonne, später Erzbischof von Toulouse und Kardinal)
- Louis-Siffrein-Joseph de Salamon 1820–1829
- François-Marie-Edouard de Gualy 1829–1833 (dann Erzbischof von Albi)
- Jean-Pierre-Marie Cadalen 1833–1836
- Frédéric-Gabriel-Marie-François de Marguerie 1837–1852 (dann Bischof von Autun)
- Jean-Paul-François-Félix-Marie Lyonnet 1852–1857 (dann Bischof von Valence)
- Pierre-Antoine-Marie Lamouroux de Pompignac 1857–1877
- François-Antoine-Marie-Ambroise-Benjamin Baduel 1877–1891
- Jean-Marie-François Lamouroux 1892–1906
- Paul-Augustin Lecœur 1906–1942
- Henri Pinson 1943–1951
- Gabriel Auguste François Marty 1952–1959 (dann Erzbischof von Reims, später Erzbischof von Paris und Kardinal)
- Maurice-Jean-Fernand-Alexis Pourchet 1960–1982
- Jean Cuminal 1982–1990 (dann Bischof von Blois)
- René Séjourné 1990–2006
- Bruno Grua 2006–2021
- Didier Noblot seit 2021